# NK 첼리크 제니차

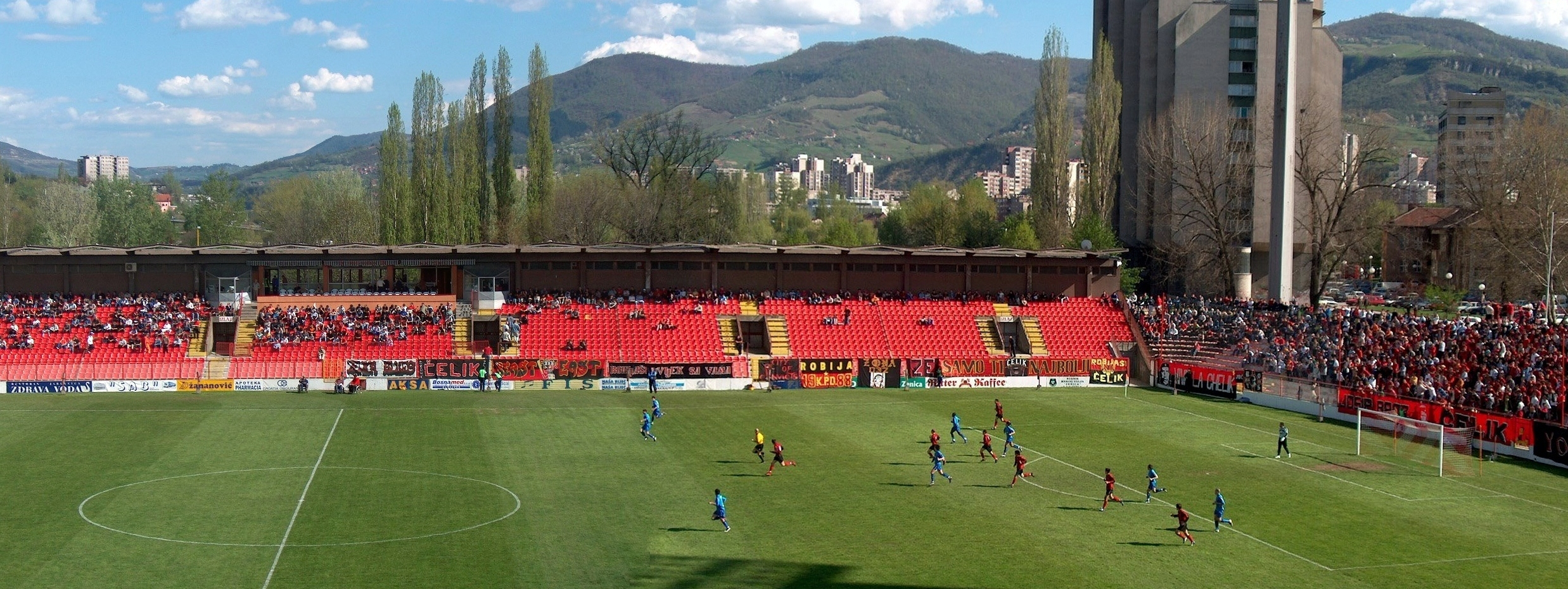

NK 첼리크 제니차(보스니아어: NK Čelik Zenica)는 제니차를 연고로 하는 보스니아 헤르체고비나의 축구 팀이다. 이 팀은 1945년에 창립했으며 현재는 보스니아 헤르체고비나 연방 제1리그에 출전하고 있다. 첼리크는 보스니아어로 "철강"을 뜻한다.

## 선수 명단

### 현역
참고: FIFA 자격 규정에 따라 소속된 국가대표팀 국기를 표시합니다. 선수는 복수의 FIFA 비회원국 국적을 가지고 있을 수 있습니다.
| 번호 | 포지션 | 국적 | 이름 |
| ---- | ------ | ---- | ---- |

| 번호 | 포지션 | 국적 | 이름 |
| ---- | ------ | ---- | ---- |

## 역대 감독
| 감독              | 임기 |
| ----------------- | ---- |
| 요시프 스코블라르 | 1988 |